# NGC 6849
NGC 6849 is een elliptisch sterrenstelsel in het sterrenbeeld Boogschutter. Het hemelobject werd op 4 september 1834 ontdekt door de Britse astronoom John Herschel.

## Synoniemen
- ESO 339-32
- MCG -7-41-7
- PGC 64097